# Tecopa (Californie)
Tecopa est une census-designated place située dans le comté d'Inyo en Californie. En 2020, sa population était de 120 habitants.

## Démographie
| 2000 | 2010 | - | - | - | - |
| ---- | ---- | - | - | - | - |
| 99   | 150  | - | - | - | - |

## Source de la traduction
- (en) Cet article est partiellement ou en totalité issu de l’article de Wikipédia en anglais intitulé « Tecopa, California » (voir la liste des auteurs).